# Place Nationale

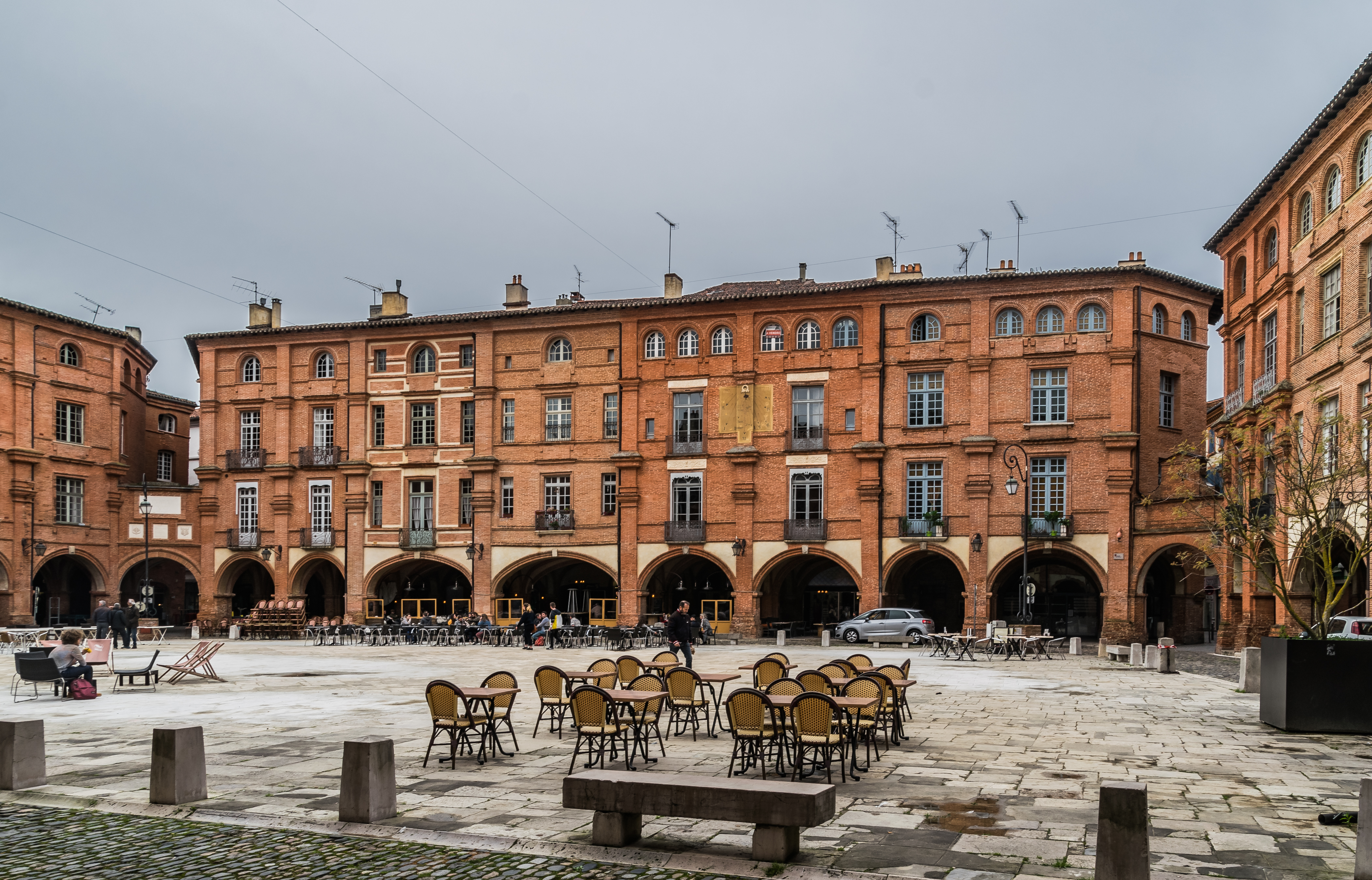
De Place Nationale

De Place Nationale is het centrale marktplein van de Franse stad Montauban en het symbool van de stad met zijn gelijkvormige gevels in roze baksteen en dubbele arcaden. De gebouwen op het plein dateren uit de 17e en de 18e eeuw maar de geschiedenis van het plein zelf gaat terug tot de stichting van de stad in de 12e eeuw. Het plein heeft een oppervlakte van 1630 m² en is als geheel een beschermd historisch monument.

## Geschiedenis

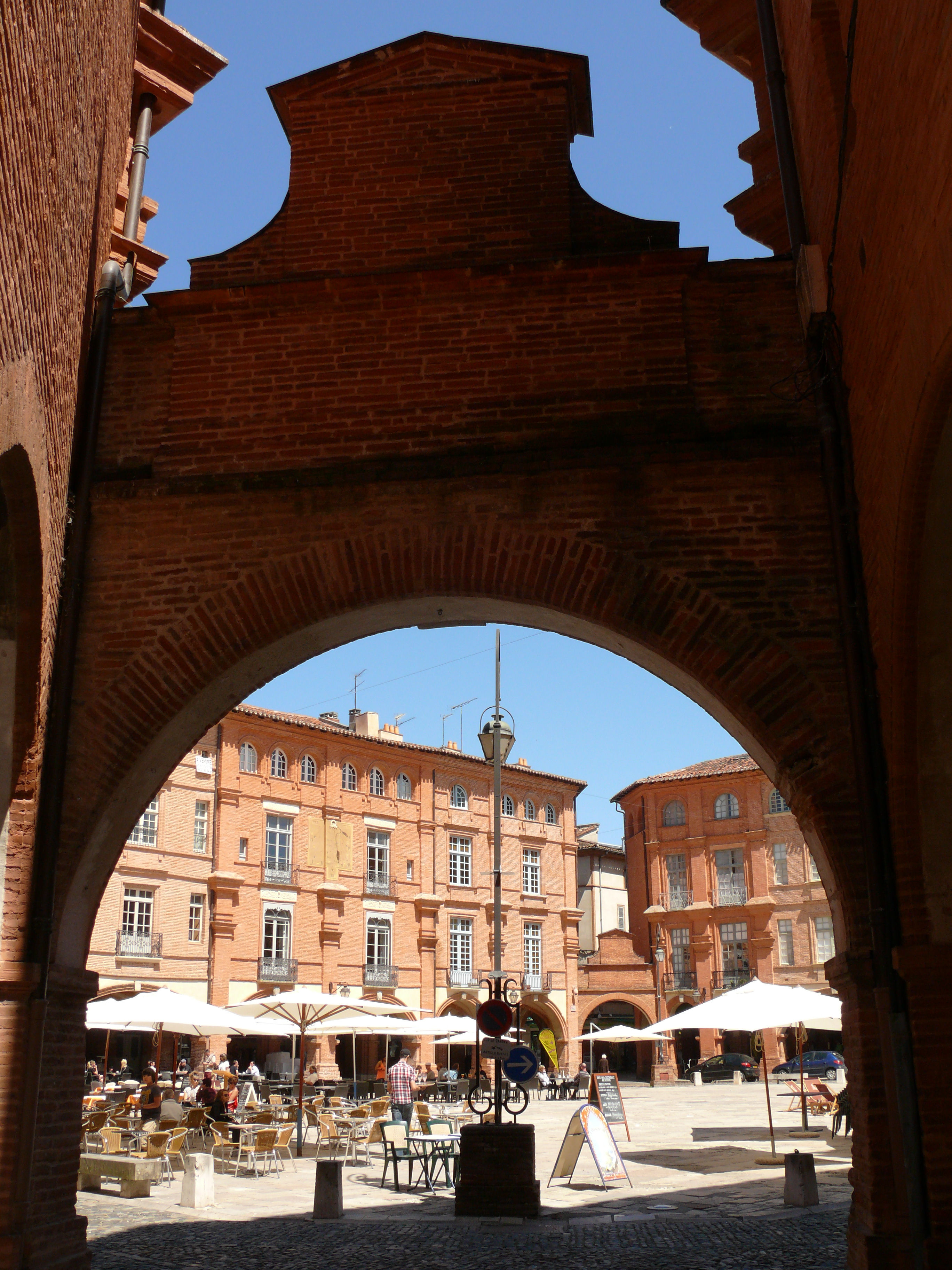
Een toegangspoort

Montauban werd gesticht als bastide in 1144 door de graaf van Toulouse, Alphonse Jourdain. Zoals de meeste bastides kreeg de stad een dambordpatroon en een centraal plein. Toch was dit plein niet rechthoekig, maar vierhoekig met een schuine lange zijde. Het plein volgde hiermee de vorm van de stad. Al in de middeleeuwen waren de huizen op het plein voorzien van arcades. Daar presenteerden kooplieden hun waren, terwijl het centrale plein diende voor markten. Het plein had niet enkel een handelsfunctie. In de noordwestelijke hoek van het plein stond het Maison Commune, het gemeentehuis waar de verkozen consuls van de stad zetelden. Daar werden ook de kostbare stadskeuren en de maten en gewichten bewaard. Op de westelijke hoek van het plein stond een schandpaal en deze plaats diende ook voor executies.
Aan het einde van de 15e eeuw verloor het plein zijn politieke functie toen de consuls hun intrek namen in het nieuwe Château Consulaire (op de huidige Place Lefranc de Pompignan). De beslissingen van het gemeentebestuur werden wel nog afgeroepen op het plein en hiervoor werd in 1574 een speciale tribune gebouwd. Als marktplein bleef het belangrijk. In 1511 werden de toegangen tot het plein verbreed. Elke zijde van het plein was voorbehouden voor bepaalde handelaars. Zo werden in 1668 aan de zuidzijde stoffen verkocht, aan de noordzijde graan, aan de westzijde schoenen en aan de oostzijde fruit.
Het plein werd getroffen door een brand op 11 november 1614. Veertig huizen aan de zuidelijke en de westelijke zijde en in de omliggende straten werden vernield. Het jaar erop stelden de consuls Pierre Levesville aan om de heropbouw te overzien. Houten gevels werden vanwege het brandgevaar verboden en de gevels op het plein moesten eenvormig zijn met drie bouwlagen. Ook werden eenvormige dubbele arcaden met kruisgewelven verplicht. De breedte van de bogen van de arcades varieerde wel naargelang de breedte van de percelen. In 1621 was het werk voltooid.
In 1649 sloeg een nieuwe brand toe aan de noordelijke en de oostelijke zijde waarbij 22 huizen werden vernield. De heropbouw startte pas na 1656 door onenigheid tussen het stadsbestuur en de getroffen eigenaars. Die laatsten bekwamen dat ze vier bouwlagen mochten oprichten en grotere vensters mochten gebruiken. Hierop bouwden de meeste eigenaars van de eerder herbouwde panden ook een vierde laag op hun huizen. 
Tussen 1703 en 1712 volgde een laatste bouwfase onder impuls van de koninklijke intendant. Er werd beslist om het bouwvallige Maison Commune af te breken en tegelijk werden de eigenaars van de overgebleven middeleeuwse huizen, die gespaard waren gebleven tijdens de twee branden, verplicht hun huizen af te breken. Zo kreeg het plein grotendeels zijn gelijkvormige uiterlijk, al heeft onderzoek wel uitgewezen dat de gevels in de 18e eeuw bont geschilderd waren.
Vanaf de 19e eeuw verloor het plein geleidelijke aan zijn marktfunctie. In 1868 werd elders in de stad een hal voor de graanmarkt gebouwd en in 1929 werd een tweede markthal gebouwd.

## Naamgeving

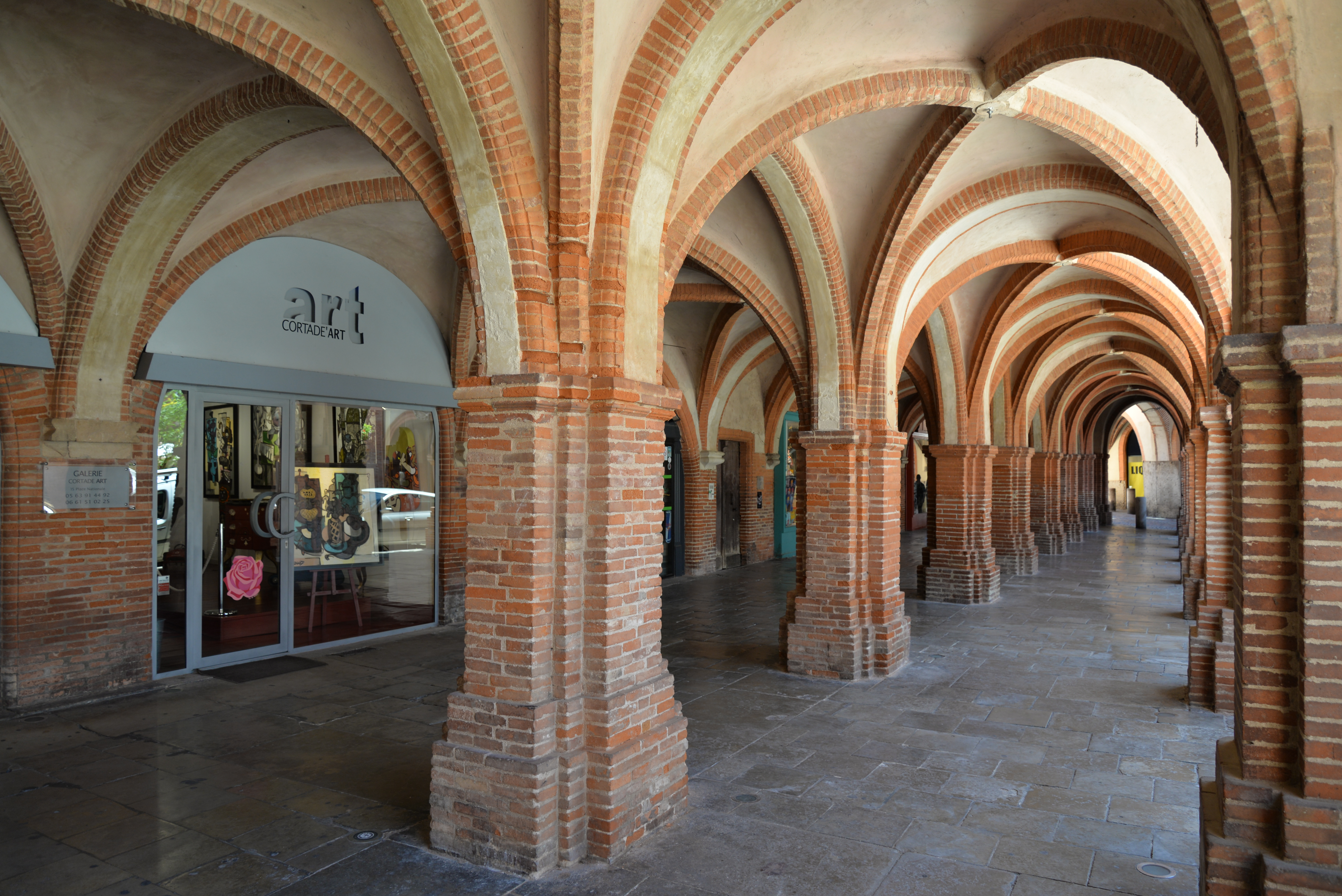
Arcaden

In de 17e eeuw waren er plannen om een ruiterstandbeeld van koning Lodewijk XIV op het plein te plaatsen en het te noemen naar de koning. In 1703 werd op de noordwestelijke hoek een plaquette met de naam Place Royale geplaatst. Maar het standbeeld en de naamgeving gingen niet door. Na de Franse Revolutie werd het plein Place Révolutionaire genoemd, in 1793 Place Nationale en in 1804 Place Impériale ter ere van Napoleon. Bij de Restauratie werd dit weer Place Nationale.

## Bescherming
In 1847 werd overgegaan tot een eerste restauratie. In 1910 werden de arcades van de Place Nationale beschermd als historisch monument. Tussen 1913 en 1920 volgden alle huizen aan het plein en in 1939 werd ook het centrale plein zelf beschermd. In de jaren 1980 en opnieuw in de jaren 2000 (afgerond in 2008) volgden nieuwe restauratiecampagnes.